# Eugenia daenikeri
Eugenia daenikeri är en myrtenväxtart som beskrevs av André Guillaumin. Eugenia daenikeri ingår i släktet Eugenia och familjen myrtenväxter. IUCN kategoriserar arten globalt som starkt hotad.
Artens utbredningsområde är Nya Kaledonien. Inga underarter finns listade i Catalogue of Life.